# Le Voyage fantastique de Sinbad
Pour les articles homonymes, voir Sinbad.
Série
Le Septième Voyage de Sinbad
(1958) Sinbad et l'Œil du tigre
(1977)
Pour plus de détails, voir Fiche technique et Distribution.
Le Voyage fantastique de Sinbad (The Golden Voyage of Sinbad) est un film britanno-américain  réalisé par Gordon Hessler, avec des animations en volume de Ray Harryhausen, sorti en 1973.

## Synopsis
Sinbad et son équipage interceptent un homunculus transportant une tablette en or. Koura, créateur de l'homunculus et adepte de la magie, veut récupérer la tablette et se lance à la poursuite de Sinbad. Entretemps, Sinbad a fait la rencontre du Vizir qui détient une autre partie de la carte d'or modulable, et ensemble ils décident de mettre sur pied une expédition à travers les mers, en vue de résoudre l'énigme de la carte. Ils sont accompagnés d'une esclave qui a un œil tatoué sur la paume d'une main. Durant leur périple, il croisent des animaux étranges, des tempêtes, et leur route est parsemée d'embûches laissées par Koura.

## Fiche technique

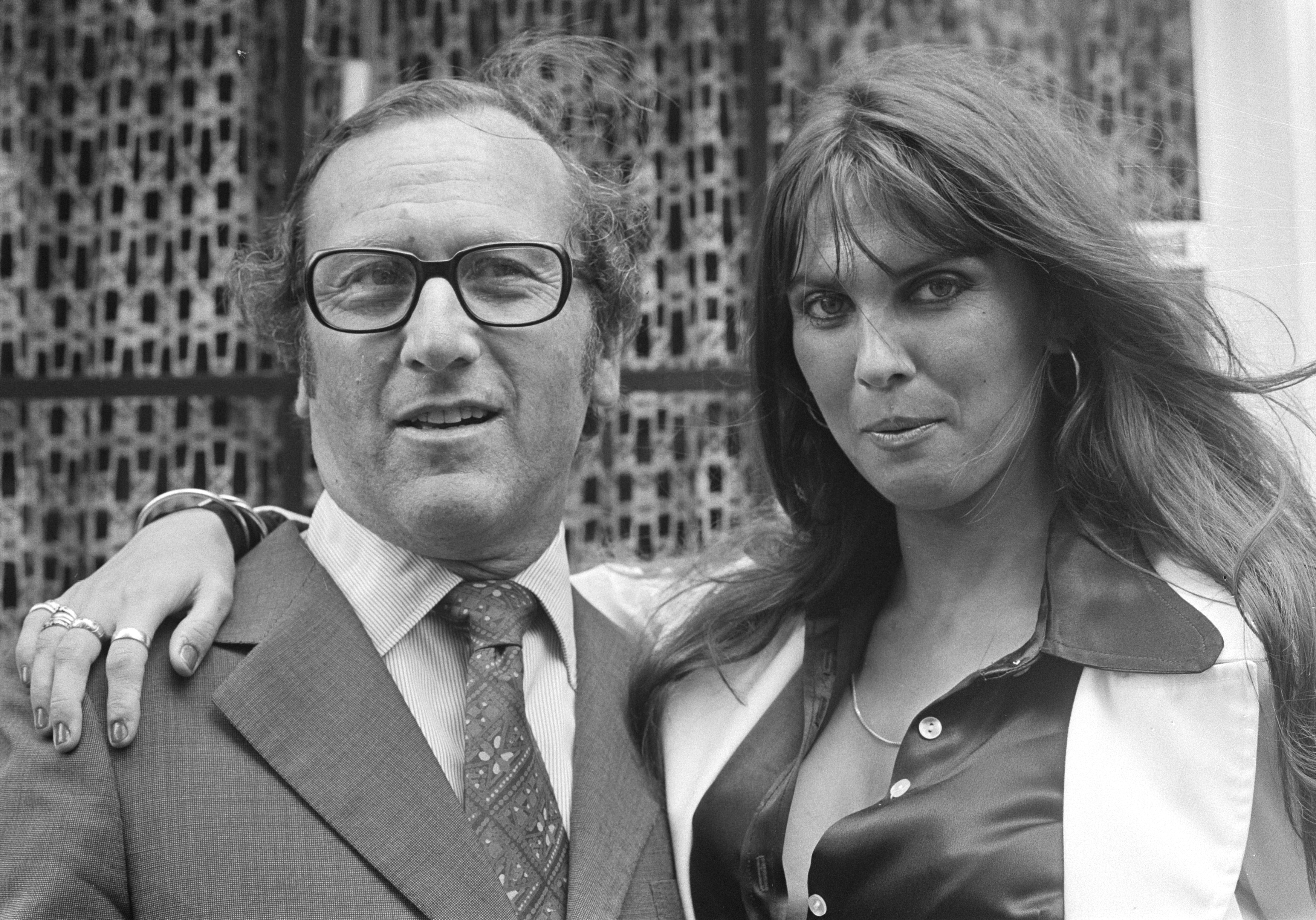
Le producteur Charles H. Schneer et l'actrice Caroline Munro en 1974.

- Titre : Le Voyage fantastique de Sinbad
- Titre original : The Golden Voyage of Sinbad
- Réalisation : Gordon Hessler
- Scénario : Brian Clemens, d'après une histoire de Brian Clemens et Ray Harryhausen
- Production : Ray Harryhausen et Charles H. Schneer
- Société de production : Columbia Pictures Corporation
- Les costumières : Verena Coleman, Gabriella Falk
- Chef décorateur : John Stoll
- Superviseur des effets visuels : Ray Harryhausen
- Musique : Miklós Rózsa
- Directeur de la Photographie : Ted Moore
- Format : Technique en couleur (Technicolor) au 1.66:1 – Son monophonique (Westrex Recording System) sur 35 mm.
- Opérateur de la caméra : Salvador Gil
- Montage : Roy Watts
- Direction artistique : John Stoll et Fernando Gonzalez
- Pays de production :  États-Unis,  Royaume-Uni
- Genre : Aventures, Fantastique
- Durée : 105 minutes
- Dates de sortie : 
  - Royaume-Uni : 20 décembre 1973
  - États-Unis : 5 avril 1974
  - France : 25 juin 1975

## Distribution
- John Phillip Law (VF : Claude Giraud) : Sinbad
- Caroline Munro (VF : Monique Thierry) : Margiana
- Tom Baker (VF : Georges Aminel) : Koura le magicien
- Douglas Wilmer (VF : Robert Party) : Le Vizir
- Martin Shaw (VF : Francis Lax) : Rachid
- Grégoire Aslan : Hakim
- Kurt Christian (VF : Michel Bedetti) : Haroun
- Takis Emmanuel (VF : Jacques Ferrière) : Ahmed
- John D. Garfield (VF : Pierre Garin) : Abdul
- Aldo Sambrell (VF : Georges Atlas) : Omar
- Robert Shaw (VF : Jean Michaud) : L'Oracle de toutes les connaissances (non crédité)